# Lebensborn

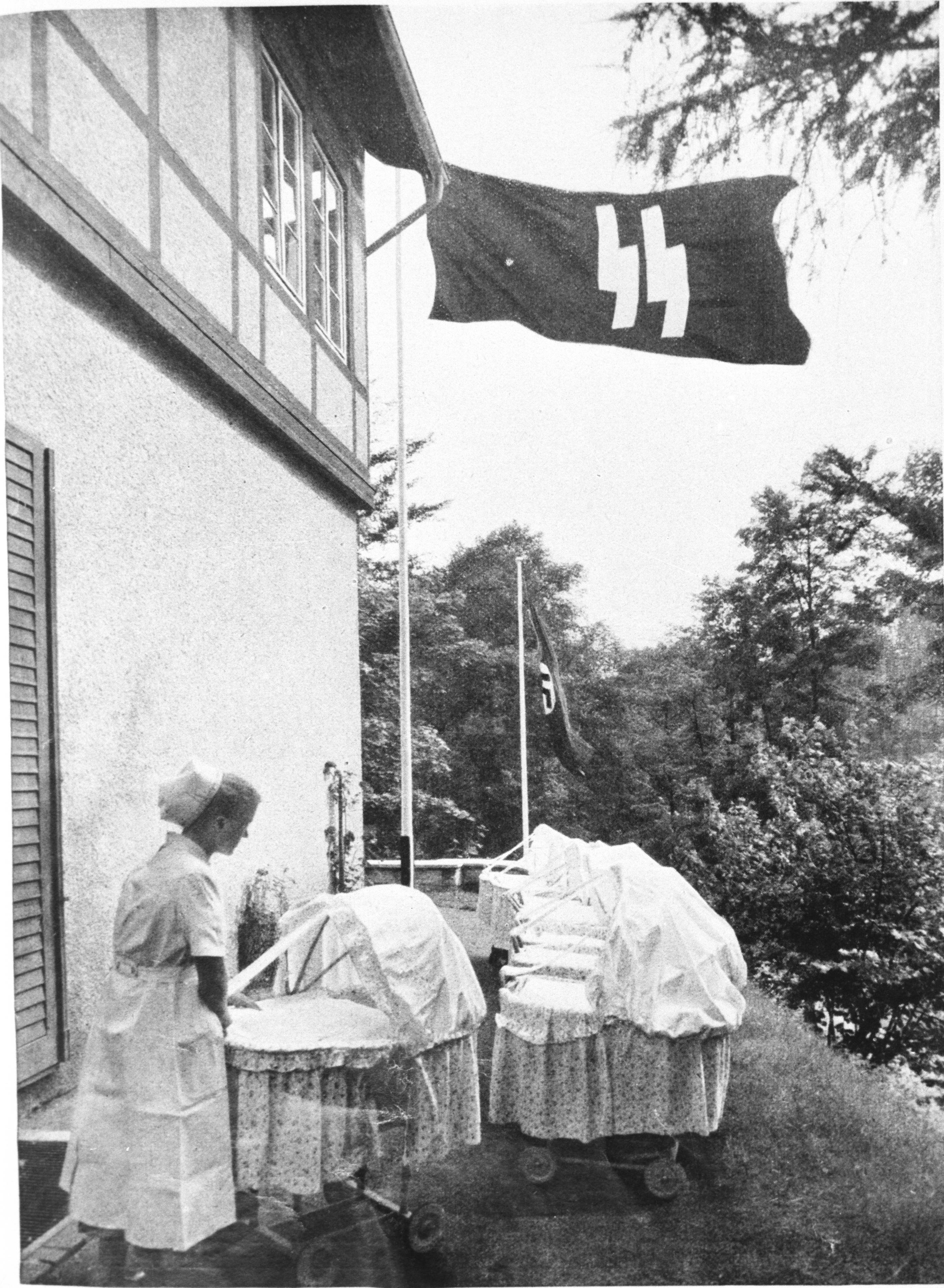
Maternitate Lebensborn

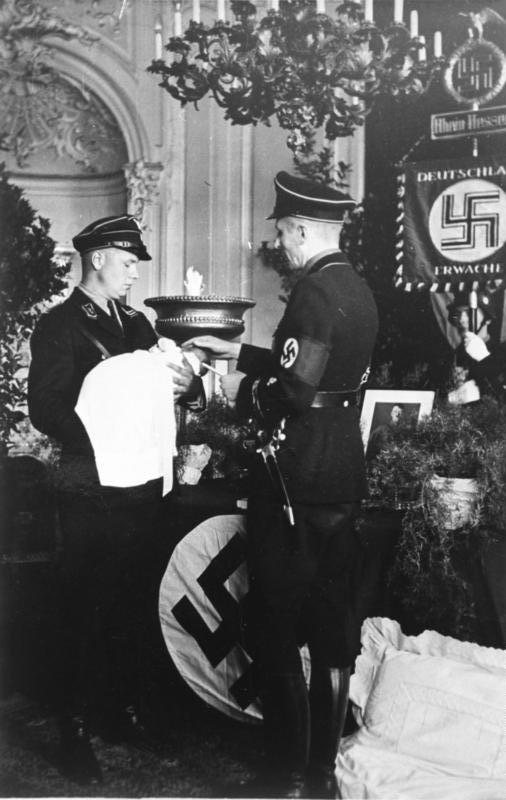
Pseudo-botez al unui copil Lebensborn: Un ofițer SS pune un pumnal deasupra copilului.

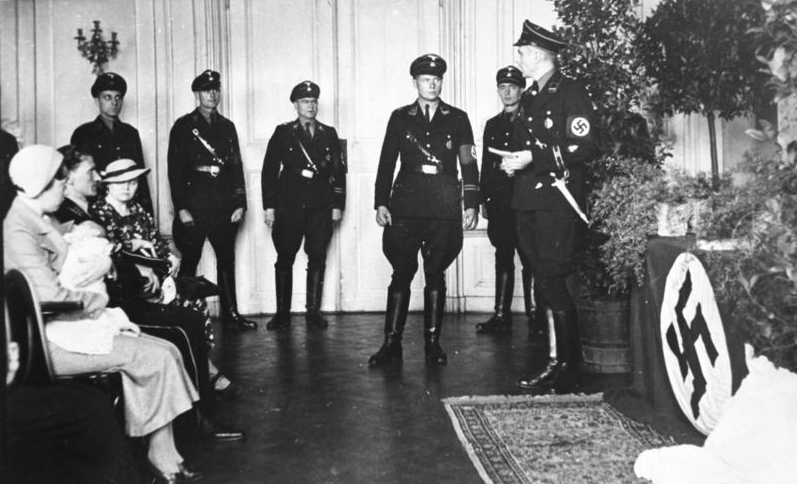
Pseudo-botez al unui copil Lebensborn

Lebensborn („Fântâna vieții”) a fost o organizație germană nazistă, inițiată de șeful SS, Heinrich Himmler, care avea case de maternitate și acorda asistență financiară soțiilor membrilor SS. Totodată ținea orfelinate și avea programe de relocare pentru copiii răpiți de naziști. 20.000 de copii s-au născut prin programul Lebensborn.
Inițial întemeiată în 1935 în Germania, organizația „Lebensborn” s-a întins în Europa de Vest și Nord în timpul ocupației naziste din al Doilea Război Mondial.
Conform legilor eugenice rasite, programul era doar pentru copii care erau considerați puri din punct de vedere rasial. În multe dintre țările ocupate de naziști multe femei care aveau copii cu soldați germani, și care erau ostracizate din această cauză, nu aveau altă alternativă decât să ceară ajutorul organizației „Lebensborn”.
În timpul războiului organizația aranja adoptări de către familii germane ale orfanilor din țările ocupate.
Fondată pe data de 12 decembrie 1935 la München, „Lebensborn e. V.” (e. V. înseamnă „organizație înregistrată”) a fost un birou din cadrul SS, al cărui obiectiv era oferirea de servicii sociale familiilor naziste. Prin aceasta se spera ca membrii SS o să aibă mai mulți copii.
În anul 1939 organizația avea 8.000 de membri, din care 3.500 erau lideri SS.
Șefi ai organizației „Lebensborn e. V.” au fost SS-Standartenführer Max Sollmann și SS-Oberführer Dr. Gregor Ebner.
Prima casă Lebensborn a fost „Heim Hochland”, din Steinhöring, de lângă München, care s-a deschis în 1936, iar prima casă Lebensborn din afara Germaniei a fost în Norvegia, în 1941.
Lebensborn e. V. avea case, sau avea planuri gata de a construi case Lebensborn în următoarele țări:
- Germania: 10
- Austria: 3
- Polonia: 3
- Norvegia: 9 (după alții, erau 15)
- Danemarca: 2
- Franța: 1
- Belgia: 1
- Olanda: 1
- Luxemburg: 1

Ca. 8.000 de copii s-au născut în case de maternitate „Lebensborn” în Germania, și tot vreo 8.000 în Norvegia (printre altele Anni-Frid Lyngstad, viitoare membră ABBA).